# 纳塔莉·怀德曼
纳塔莉·怀德曼（英語：Natalie Wideman，1992年1月11日—）是一名出生於加拿大安大略省的壘球選手，司職捕手，目前效力於國家職業快速壘球聯盟加拿大狂野。她曾隨隊參加2020年夏季奧林匹克運動會壘球比賽，結果獲得銅牌。

## 外部連結
- 纳塔莉·怀德曼的X（前Twitter）
- 纳塔莉·怀德曼的Instagram帳戶